# Neoepidesma castale
Neoepidesma castale är en tvåvingeart som beskrevs av Frey 1932. Neoepidesma castale ingår i släktet Neoepidesma och familjen bredmunsflugor.
Artens utbredningsområde är Malawi. Inga underarter finns listade i Catalogue of Life.